# Ритуальный археологический комплекс
Ритуальный археологический комплекс(ritual archaeological complex) — комплекс жертвенных вещей, ритуальных остатков/останков, культовых сооружений и предмета поклонения, являющихся результатом действий, связанных с магической или религиозной практикой.

## Терминология и конструкция
Предлагаемый термин наиболее емкий и охватывает все терминологическое разнообразие, употребляемое исследователями в области изучения культовых памятников («святилище», «культовое место», «жертвенник», «алтарь», «капище», «культовый холм», «жертвенная яма», «вотивные предметы» и т. д.). В качестве жертвенных вещей в ритуальном комплексе могут выступать любые предметы утилитарного характера (орудия труда, оружие, украшения, предметы быта) и вотивные предметы, определенным образом встроенные в ритуал (то есть имеют необычную форму или размеры, следы нанесения специальных знаков, необычное расположение и т. д.). К ритуальным остаткам\останкам следует относить следы огня (кострище, уголь, зола), кости животных или человека, которые могут выступать в качестве жертвоприношения или объекта почитания. Культовое сооружение может быть представлено храмом, жертвенником, либо ритуальным ограждением (валом, рвом или стеной). Наконец, предмет поклонения может быть выражен в форме каменного или деревянного идола (или просто столба), священного источника (колодца), священной рощи, пещеры, горы и т. д.

### Индикаторы
Индикаторами ритуального археологического комплекса могут быть отдельные наиболее выраженные признаки, а именно: необычное месторасположение, рельефно и ландшафтно выраженное (гора, холм, берег водоема, площадка у подземного источника, пещера, остров, центр курганного могильника), идол in situ (деревянное или каменное изваяние), черепа и кости конечностей (животных или человека), их скопление в необычном месте, предметы культового литья (фигурки духов-покровителей, стилизованные изображения животных, пластины с мифологическими сюжетами и образами), миниатюрные формы обычных бытовых предметов (например, ножи), грубо изготовленные (недоделанные) украшения, предметы вооружения (наконечники стрел), предметы, несинхронные комплексу (т. н. раритеты).

### Ритуальная граница
Ритуальный комплекс должен быть обязательно отделен от окружающего пространства ритуальной границей. Это может быть искусственное сооружение: вал, ров, стена, борозда, отдельные ямы, крупные камни, либо естественная граница: река (любой другой водоем), лесополоса, вход в пещеру. Наиболее развитой формой ритуального комплекса в язычестве является «храм», который представляет собой культовую постройку, вмещающую предмет поклонения (идола) и жертвенник (алтарь).